# Diecezja Alleppey
Diecezja Alleppey (łac. Diœcesis Alleppeyensis) – diecezja rzymskokatolicka w Indiach, z siedzibą w Alappuzha. Została utworzona w 1952 z terenu diecezji Koczin i została włączona do metropolii Werapoly. W 2004 papież Jan Paweł II przyporządkował ją do metropolii Trivandrum.

## Główne świątynie
- Katedra: Katedra Najświętszej Maryi Panny z Góry Karmel w Alappuzha
- Bazylika mniejsza: Bazylika św. Andrzeja w Arthunkal

## Biskupi diecezjalni
- Michael Arattukulam (1952 – 1984)
- Peter Michael Chenaparampil (1984 – 2001)
- Stephen Athipozhiyil (2001 – 2019)
- James Anaparambil (od 2019)